# Astrolab 22
Astrolab 22 est une série télévisée franco-saoudienne écrite par Essam Maghraby, en treize épisodes de 26 minutes diffusée à partir du 15 juin 1985 sur TF1.

## Synopsis
Cette série met en scène le voyage effectué par trois jeunes spationautes (deux garçons et une fille) en direction de la planète Pluton.

## Distribution
- Pierre Londiche : Professeur Necker
- Véronique Prune : Patricia
- Jean-Yves Gautier : Donald
- Vincent Siegrist : Richard
- Bruno Guillain : Michel

## Production et réalisation
La série a été produite par TF1 qui, à cette époque où elle était encore une chaîne du service public, finança une large gamme de séries de science-fiction. Coproduite avec l'Arabie saoudite, elle fut tournée dans les studios de Djebba pour les intérieurs.
La série avait une ambition éducative, le récit devant respecter la réalité scientifique.
Elle a été écrite par Essam El Maghraby, réalisée par Pierre Sisser, avec des effets spéciaux de Jean-Manuel Costa ; la bande originale est de Francis Lai.